# Gitona darwendalei
Gitona darwendalei är en tvåvingeart som beskrevs av Oswald Duda 1935. Gitona darwendalei ingår i släktet Gitona och familjen daggflugor.
Artens utbredningsområde är Zimbabwe. Inga underarter finns listade i Catalogue of Life.